# مارکهم (ایلینوی)
مارکهم، ایلینوی (به انگلیسی: Markham, Illinois) یک شهر در ایالات متحده آمریکا با جمعیت ۱۲٬۵۰۸ نفر است که در ایلی‌نوی واقع شده‌است.